# 海战

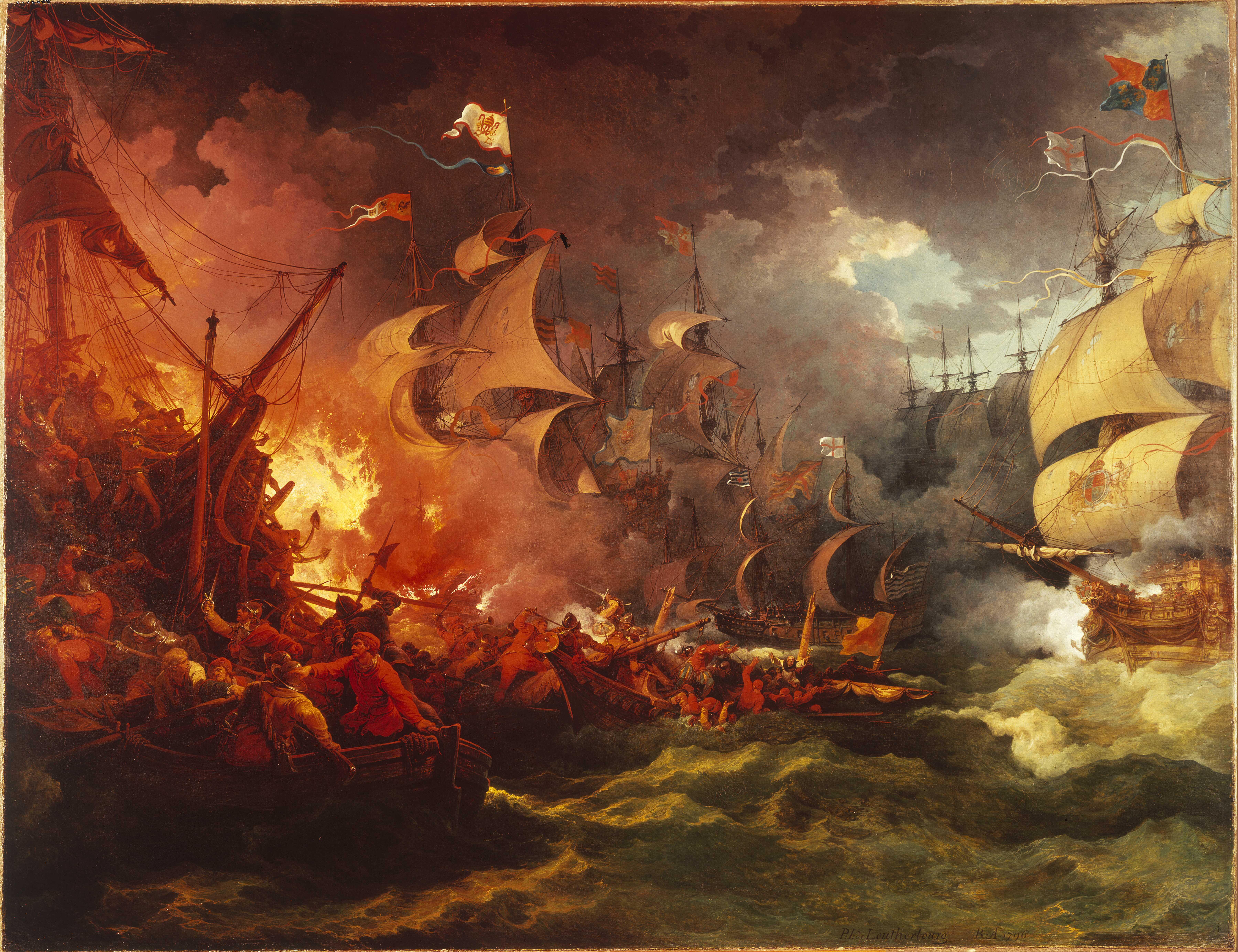
18世紀海戰油畫

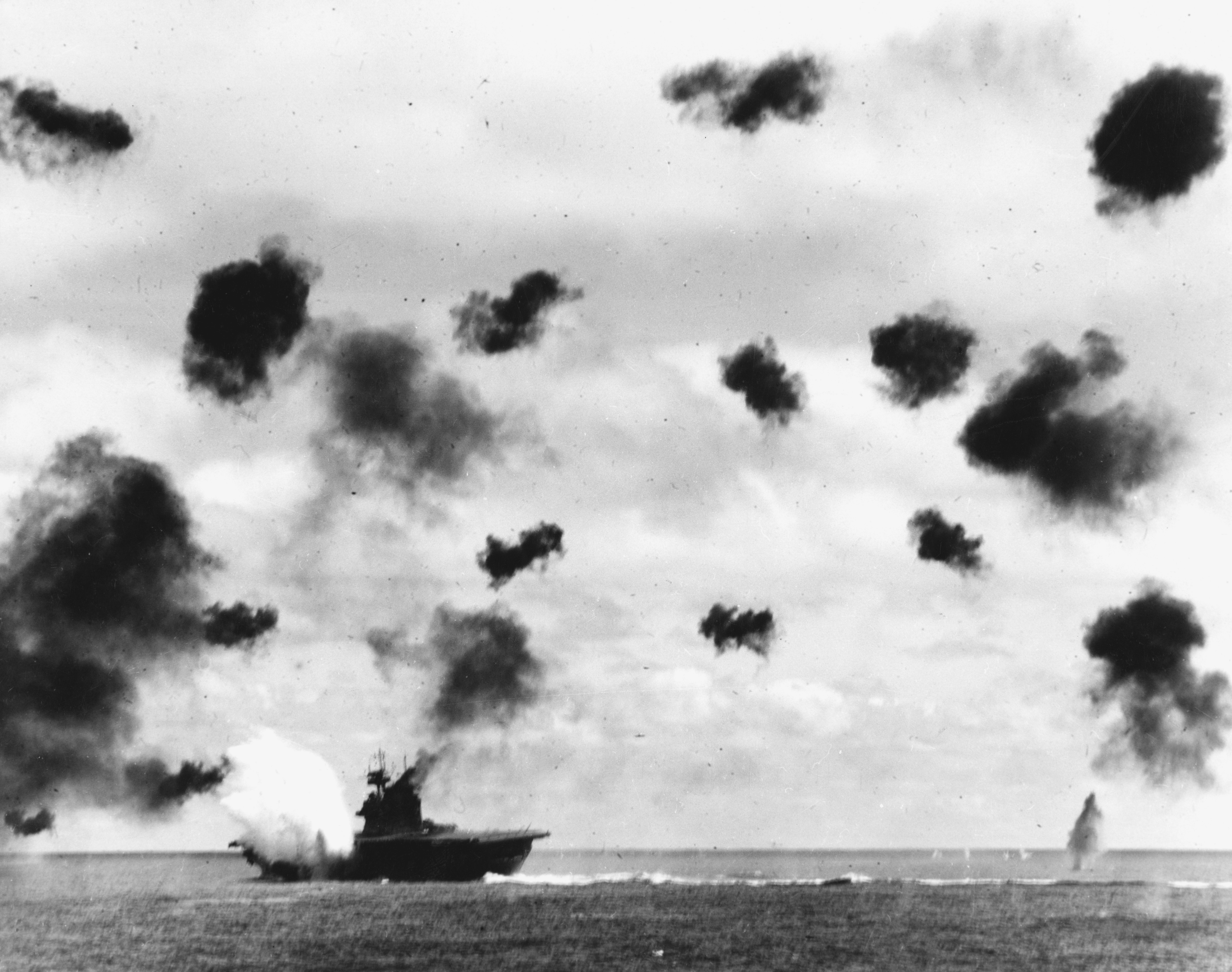
二戰中途島海戰

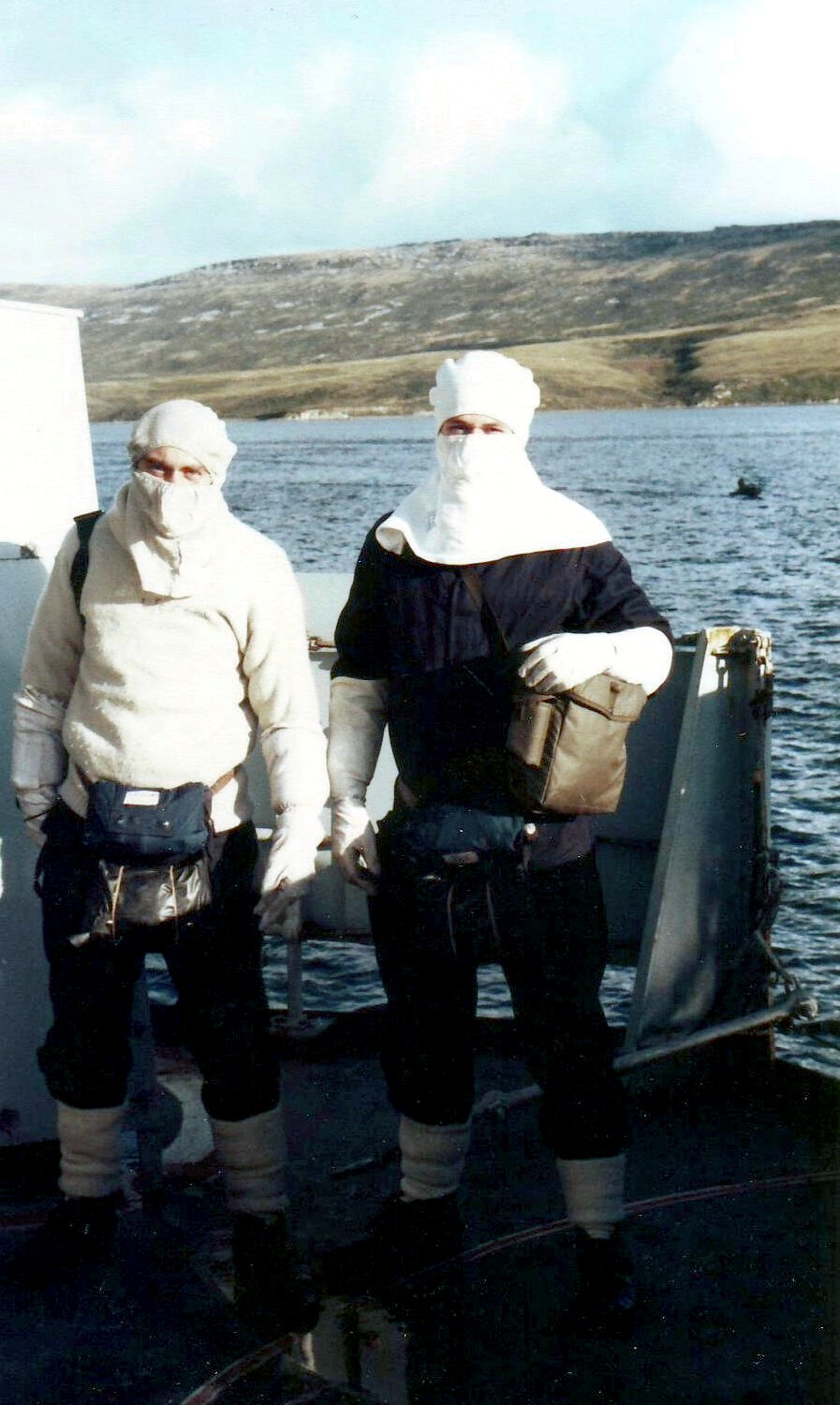
1982年6月馬島海戰，HMS Cardiff身著防火服的英國水手在聖卡洛斯附近行動

海战，指的是在海洋中透過海軍进行的战斗或战争。主要利用軍艦、潜艇、飞机等武器展开攻击。

## 海战的发展
早期主要通过舰艇作战，以登艦、撞擊手段為主。火药发明后，大炮开始成为舰艇的主要武器，近代以来开始使用潜艇、飞机等手段打击敌方。

### 中國
據《左傳》記載，魯襄公二十四年（前549年）夏天，楚國派舟師沿長江攻吳國——「夏，楚子為舟師以伐吳」，是中國史籍中明確記載的第一次水戰:11。

## 著名海战
- 勒班多海战
- 特拉法加海战
- 对马海峽海战
- 日德兰海战
- 珊瑚海海戰
- 中途島海戰
- 雷伊泰灣海戰

## 著名海戰指揮官
- 霍雷肖·納爾遜
- 圖爾維爾
- 東鄉平八郎
- 山本五十六
- 切斯特·威廉·尼米茲

## 著名舰队
- 第七艦隊
- 聯合艦隊
- 太平洋艦隊
- 無敵艦隊

## 海战研究
阿爾弗雷德·賽耶·马汉《海权论》系列